# Dan Frisa
Daniel Frisa, detto Dan (New York, 27 aprile 1955), è un politico statunitense, membro della Camera dei Rappresentanti per lo stato di New York dal 1995 al 1997.

## Biografia
Nato nel Queens in una famiglia italoamericana, dopo gli studi alla St. John's University e la laurea in giurisprudenza, Frisa lavorò nel settore marketing della Johnson & Johnson. Entrato in politica con il Partito Repubblicano, nel 1984 fu eletto all'interno dell'Assemblea generale di New York, dove rimase per otto anni.
Nel 1994 si candidò alla Camera dei Rappresentanti e sconfisse nelle primarie il deputato in carica David A. Levy per poi essere eletto. Nel 1996 chiese un secondo mandato agli elettori ma venne sconfitto dalla democratica Carolyn McCarthy, vedova di una vittima di una sparatoria, che aveva condotto una campagna elettorale incentrata sul tema del controllo delle armi. Nel 2002 Frisa si candidò nuovamente per il seggio ma fu sconfitto nelle primarie repubblicane.